# Liste des aéroports en Suède
Cet article contient une liste des aéroports en Suède.
Pour l'évolution du trafic, voir aussi 
| \| 50 km1:2 974 000 \| Montagnes · Sälen Ängelholm–Helsingborg Åre Östersund Arvidsjaur Borlänge Gällivare Göteborg-Landvetter Hagfors Halmstad Hemavan Tärnaby Jönköping Kalmar Karlstad Kiruna Kramfors-Sollefteå Linköping Luleå Lycksele Malmö Mora-Siljan Norrköping Örnsköldsvik Örebro Pajala Ronneby Skellefteå Stockholm-Arlanda Stockholm-Bromma Stockholm-Skavsta Stockholm-Västerås Sundsvall-Timrå Sveg Torsby Trollhättan–Vänersborg Umeå Växjö Vilhelmina Visby |
| 50 km1:2 974 000 |

## Présentation
Les aéroports indiqués en caractères gras sont des aéroports disposant d'un service régulier assuré par des compagnies aériennes commerciales. L'aéroport dont le nom n'est pas en gras mais qui dispose d'un code AITA a eu dans le passé des liaisons commerciales régulières.
Dix des plus importants aéroports sont la propriété de la société nationale Swedavia.
Les autres aéroports qui ont des services réguliers sont en général la propriété de la ville concernée.
La plupart des voies aériennes à l'intérieur de la Suède vont vers Stockholm. Les courtes liaisons sont principalement utilisées par les voyageurs d'affaires, car il y a une forte concurrence du rail et de la route. Pour les plus longs trajets (Stockholm-Umeå et plus longs), le transport aérien est le mode principal de déplacement y compris pour le grand public.

## Liste des aéroports
| Ville                    | Comté            | OACI | AITA | Nom                                   | Usage                            | Piste(s)                                                                             |
| ------------------------ | ---------------- | ---- | ---- | ------------------------------------- | -------------------------------- | ------------------------------------------------------------------------------------ |
| Alingsås                 | Västra Götaland  | ESGI |      | Alingsås flygplats                    | Public                           | 01/19, 800 m, Herbe                                                                  |
| Anderstorp               | Jönköping        | ESMP |      | Anderstorp flygplats                  | Public                           | 04/22, 1 000 m, Asphalte                                                             |
| Arboga                   | Västmanland      | ESQO |      | Aérodrome d'Arboga (sv)               | Militaire                        | 15/33, 2 000 m, Asphalte                                                             |
| Arbrå                    | Gävleborg        | ESUB |      | Arbrå flygplats                       | Public                           | 18/36, 700 m, Herbe                                                                  |
| Arvidsjaur               | Norrbotten       | ESNX | AJR  | Arvidsjaur                            | Public                           | 12/30, 2 500 m, Asphalte                                                             |
| Arvika                   | Värmland         | ESKV |      | Aérodrome d'Arvika (sv)               | Public                           | 01/19, 1 150 m, Asphalte                                                             |
| Avesta                   | Dalécarlie       | ESVA |      | Avesta flygplats                      | Public                           | 15/33, 850 m, Herbe                                                                  |
| Berga                    | Stockholm        | ESQP |      | Base navale de Berga                  | Militaire, fermé                 | 183 m, Dalles                                                                        |
| Björkvik                 | Södermanland     | ESKX |      | Björkvik Airbase                      | Militaire                        | 2 000 m, Dalles                                                                      |
| Borgholm                 | Kalmar           | ESMB |      | Borglanda flygplats                   | Public                           | 03/21, 625 m, Herbe                                                                  |
| Borlänge                 | Dalécarlie       | ESSD | BLE  | Borlänge (Dala)                       | Public                           | 14/32, 2 310 m, Asphalte                                                             |
| Borås                    | Västra Götaland  | ESGE |      | Viared flygplats                      | Public                           | 04/22, 800 m, Asphalte                                                               |
| Brattforsheden           | Värmland         | ESSM |      | Brattforsheden flygplats              | Public                           | 08/26, 800 m, Herbe                                                                  |
| Bunge (sv)               | Comté de Gotland | ESVB |      | Base aérienne de Bunge (sv)           | Privée (militaire jusqu'en 1991) | 09/27, 675 m, Asphalte 16/34, 675 m, Asphalte                                        |
| Byholma                  |                  | ESFY |      | Byholma Airbase                       | Militaire                        | 12/30, 2 300 m, Asphalte                                                             |
| Dala-Järna               |                  | ESKD |      | Dala-Järna Airport                    | Public                           | 03/21, 900 m, Asphalte                                                               |
| Edsbyn                   |                  | ESUY |      | Edsbyn Airport                        | Public                           | 11/29, 700 m, Herbe                                                                  |
| Ekshärad                 |                  | ESKH |      | Ekshärad Airport                      | Public                           | 15/33, 540 m, Herbe                                                                  |
| Eksjö                    |                  | ESMC |      | Ränneslätt Airport                    | Public                           | 01/19, 1 000 m, Herbe                                                                |
| Emmaboda                 |                  | ESMA |      | Emmaboda Airport                      | Public                           | 01/19, 1 300 m, Asphalte                                                             |
| Eskilstuna               |                  | ESSC |      | Ekeby Airport                         | Public                           | 05/23, 850 m, Herbe 17/35, 800 m, Herbe                                              |
| Eskilstuna               |                  | ESSU | EKT  | Eskilstuna                            | Public                           | 18/36, 1 886 m, Asph./Conc.                                                          |
| Eslöv                    |                  | ESME |      | Eslöv Airport                         | Public                           | 04/22, 630 m, Herbe 15/33, 650 m, Herbe                                              |
| Skånes-Fagerhult         |                  | ESMF |      | Fagerhult Airport                     | Public                           | 17/35, 530 m, Herbe                                                                  |
| Falkenberg               |                  | ESGF |      | Morup Airport                         | Public                           | 09/27, 700 m, Herbe                                                                  |
| Falköping                |                  | ESGK |      | Falköping Airport                     | Public                           | 04/22, 1 316 m, Asphalte                                                             |
| Fällfors                 |                  | ESUF |      | Fällfors Airbase                      | Militaire                        | 2 000 m, Dalles                                                                      |
| Färila                   |                  | ESNF |      | Färila Airbase                        | Militaire                        | 2 000 m, Dalles                                                                      |
| Fjällbacka               |                  | ESTF |      | Fjällbacka Airport                    | Public                           | 06/24, 800 m, Herbe                                                                  |
| Gagnef                   |                  | ESVG |      | Gagnef Airport                        | Public                           | 08/26, 600 m, Herbe                                                                  |
| Gargnäs                  |                  | ESUG |      | Gargnäs Airport                       | Public                           | 17/35, 940 m, Herbe                                                                  |
| Gimo                     |                  | ESKA |      | Lunda Airfield                        | Public                           | 05/23, 800 m, Dalles                                                                 |
| Göteborg                 |                  | ESGG | GOT  | Göteborg                              | Public                           | 03/21, 3 299 m, Dalles                                                               |
| Göteborg                 |                  | ESGP | GSE  | Göteborg-City (Save)                  | Fermé                            | 01/19, 2 039 m, Asphalte 04/22, 871 m, Asphalte                                      |
| Gryttjom                 |                  | ESKG |      | Gryttjom Airport                      | Public                           | 18/36, 900 m, Herbe                                                                  |
| Grönhögen                |                  | ESTG |      | Grönhögen Airport                     | Private                          | 01/19, 800 m, Herbe                                                                  |
| Gällivare                |                  | ESNG | GEV  | Gällivare                             | Public                           | 12/30, 1 714 m, Asphalte                                                             |
| Gävle / Sandviken        |                  | ESSK | GVX  | Gävle-Sandviken Airport               | Public                           | 18/36, 2 000 m, Asphalte                                                             |
| Götene                   |                  | ESGN |      | Brännebrona Airport                   | Public                           | 12/30, 600 m, Herbe                                                                  |
| Hagfors                  |                  | ESOH | HFS  | Hagfors                               | Public                           | 18/36, 1 509 m, Asphalte                                                             |
| Hagshult                 |                  | ESMV |      | Hagshult Airbase                      | Militaire                        | 04/22, 2 050 m, Asphalte                                                             |
| Hallviken                |                  | ESNA |      | Hallviken Airport                     | Public                           | 14/32, 100 m, Asphalte                                                               |
| Halmstad                 |                  | ESMT | HAD  | Halmstad City Airport                 | Public                           | 01/19, 2 261 m, Asphalte                                                             |
| Hasslosa                 |                  | ESFH |      | Hasslosa Airbase                      | Militaire                        | 2 000 m, Dalles                                                                      |
| Hede                     |                  | ESNC |      | Hedlanda Airport                      | Public                           | 06/24, 1 000 m, Asphalte                                                             |
| Heden                    |                  | ESPJ |      | Heden Airbase                         | Militaire                        | 2 000 m, Dalles                                                                      |
| Hemavan                  |                  | ESUT | HMV  | Hemavan Tärnaby                       | Public                           | 15/33, 1 472 m, Asphalte                                                             |
| Herrljunga               |                  | ESGH |      | Herrljunga Airport                    | Public                           | 18/36, 900 m, Herbe                                                                  |
| Hudiksvall               |                  | ESNH | HUV  | Hudiksvall Airport                    | Public                           | 12/30, 1 320 m, Asphalte                                                             |
| Hultsfred / Vimmerby     |                  | ESSF | HLF  | Hultsfred-Vimmerby Airport            | Public                           | 12/30, 1 945 m, Béton                                                                |
| Hällefors                |                  | ESVH |      | Hällefors Airport                     | Public                           | 18/36, 720 m, Gravel                                                                 |
| Härnösand                |                  | ESUH |      | Myran Airport                         | Public                           | 10/28, 800 m, Gravel                                                                 |
| Hässleholm               |                  | ESFA |      | Bokeberg Airport                      | Public                           | 04R/22L, 830 m, Herbe 04L/22R, 1 110 m, Herbe                                        |
| Hässleholm               |                  | ESMD |      | Vankiva Airport                       | Private                          | 15/33, 670 m, Unpaved                                                                |
| Höganäs                  |                  | ESMH |      | Höganäs Airport                       | Public                           | 06/24, 510 m, Herbe 14/32, 800 m, Herbe                                              |
| Idre                     |                  | ESUE | IDB  | Idre Airport                          | Private                          | 15/33, 1 558 m, Asphalte                                                             |
| Jokkmokk                 |                  | ESNJ |      | Jokkmokk Airbase                      | Militaire                        | 14/32, 1 311 m, Asphalte                                                             |
| Jönköping                |                  | ESGJ | JKG  | Jönköping                             | Public                           | 01/19, 2 203 m, Asphalte 11/29, 600 m, Herbe                                         |
| Kalixfors                |                  | ESUK |      | Kalixfors Army Airbase                | Militaire                        | 05/23, 900 m, Asphalte 11/29, 880 m, Asphalte 17/35, 1 200 m, Asphalte               |
| Kalmar                   |                  | ESMQ | KLR  | Kalmar                                | Public                           | 16/34, 2 050 m, Asphalte 05/23, 980 m, Asphalte                                      |
| Karlsborg                |                  | ESIA |      | Karlsborg Airbase                     | Militaire                        | 06/24, 2 300 m, Asphalte                                                             |
| Karlskoga                |                  | ESKK | KSK  | Karlskoga Airport                     | Public                           | 03/21, 1 499 m, Asphalte                                                             |
| Karlstad                 |                  | ESOK | KSD  | Karlstad                              | Public                           | 03/21, 2 516 m, Asphalte                                                             |
| Katrineholm              |                  | ESVK |      | Katrineholm Airport                   | Public                           | 15/33, 700 m, Herbe                                                                  |
| Kiruna                   |                  | ESNQ | KRN  | Kiruna                                | Public                           | 03/21, 2 502 m, Asphalte                                                             |
| Knislinge                |                  | ESFI |      | Knislinge Airbase                     | Militaire                        | 2 100 m, Dalles                                                                      |
| Kosta                    |                  | ESFQ |      | Kosta Airbase                         | Military                         | 2 000 m, Dalles                                                                      |
| Kramfors                 |                  | ESNK | KRF  | Kramfors                              | Public                           | 17/35, 2 001 m, Asphalte                                                             |
| Kristianstad             |                  | ESMK | KID  | Kristianstad (en)                     | Public                           | 01/19, 800 m, Herbe                                                                  |
| Kubbe                    |                  | ESNI |      | Kubbe Airbase                         | Militaire                        | 2 300 m, Dalles                                                                      |
| Kågeröd                  |                  | ESMJ |      | Kågeröd Airport                       | Public                           | 11/29, 800 m, Herbe                                                                  |
| Köping                   |                  | ESVQ |      | Köping Airport                        | Public                           | 07/25, 700 m, Herbe                                                                  |
| Landskrona               |                  | ESML |      | Landskrona Airport                    | Public                           | 12R/30L, 1 180 m, Asphalte 12L/30R, 1 050 m, Herbe                                   |
| Laxå                     |                  | ESSH |      | Laxå Airport                          | Public                           | 03/21, 900 m, Asphalte                                                               |
| Lidköping                |                  | ESGL | LDK  | Lidköping-Hovby Airport               | Public                           | 06/24, 1 990 m, Asphalte                                                             |
| Linköping                |                  | ESCF |      | Malmen Airbase                        | Militaire                        | 01/19, 2 214 m, Asphalte 08/26, 1 870 m, Asphalte                                    |
| Linköping                |                  | ESSL | LPI  | Linköping                             | Public                           | 11/29, 2 130 m, Asphalte                                                             |
| Ljungby                  |                  | ESMG |      | Feringe Airport                       | Public                           | 01/19, 1 150 m, Asphalte                                                             |
| Ljungbyhed               |                  | ESTL |      | Ljungbyhed Airport                    | Public                           | 11L/29R, 2 010 m, Asphalte 11R/29L, 2 214 m, Asphalte                                |
| Ljusdal                  |                  | ESUL |      | Ljusdal Airport                       | Public                           | 09/27, 620 m, Herbe                                                                  |
| Ludvika                  |                  | ESSG |      | Ludvika Airport                       | Public                           | 01/19, 819 m, Dalles                                                                 |
| Luleå                    |                  | ESPA | LLA  | Luleå                                 | Public/Mil.                      | 14/32, 3 350 m, Asphalte                                                             |
| Lund                     |                  | ESMN |      | Lund Airport                          | Public                           | 03/31, 630 m, Herbe                                                                  |
| Lycksele                 |                  | ESNL | LYC  | Lycksele                              | Public                           | 14/32, 2 090 m, Asphalte                                                             |
| Malmö                    |                  | ESMS | MMX  | Malmö                                 | Public                           | 17/35, 2 800 m, Asphalte 11/29, 797 m, Asphalte                                      |
| Malung                   |                  | ESVM |      | Skinnlanda Airport                    | Public                           | 16/34, 800 m, Asphalte                                                               |
| Mellansel                |                  | ESUI |      | Mellansel Airport                     | Public                           | 09/27, 795 m, Herbe                                                                  |
| Mohed                    |                  | ESUM |      | Mohed Airport                         | Public                           | 12/30, 800 m, Asphalte                                                               |
| Moholm                   |                  | ESFM |      | Moholm Airbase                        | Militaire                        | 2 002 m, Dalles                                                                      |
| Mora                     |                  | ESKM | MXX  | Mora (Siljan)                         | Public                           | 16/34, 1 814 m, Asphalte                                                             |
| Munkfors                 |                  | ESKO |      | Munkfors Airport                      | Public                           | 03/21, 700 m, Herbe                                                                  |
| Norrköping               |                  | ESSP | NRK  | Norrköping                            | Public                           | 09/27, 2 203 m, Asphalte 11/29, 600 m, Herbe                                         |
| Norrköping               |                  | ESCK |      | Bråvalla Airbase                      | Militaire                        | 15/33, 2 300 m, Asphalte                                                             |
| Norrtälje                |                  | ESSN |      | Norrtälje Airport                     | Public                           | 07/25, 605 m, Asphalte                                                               |
| Optand                   |                  | ESNM |      | Optand Airport                        | Public                           | 18/36, 1 000 m, Asphalte 15/33, 750 m, Herbe                                         |
| Orsa                     |                  | ESNR |      | Orsa Airport                          | Public                           | 03/21, 1 000 m, Asphalte 15/33, 900 m, Herbe                                         |
| Oskarshamn               |                  | ESMO | OSK  | Oskarshamn Airport                    | Public                           | 01/19, 1 500 m, Asphalte                                                             |
| Oviken                   |                  | ESUO |      | Oviken Airport                        | Public                           | 18/36, 900 m, Herbe                                                                  |
| Pajala                   |                  | ESUP | PJA  | Pajala                                | Public                           | 11/29, 1 420 m, Asphalte                                                             |
| Piteå                    |                  | ESNP |      | Piteå Airport                         | Public                           | 16/34, 1 000 m, Asphalte                                                             |
| Ramsele                  |                  | ESUR |      | Ramsele Airport                       | Public                           | 14/32, 740 m, Herbe                                                                  |
| Ronneby                  |                  | ESDF | RNB  | Ronneby (F 17)                        | Public/Mil.                      | 01/19, 2 331 m, Asphalte                                                             |
| Råda                     |                  | ESFR |      | Råda Airbase                          | Militaire                        | 18/36, 2 000 m, Asphalte                                                             |
| Sandvik                  |                  | ESFS |      | Sandvik Airport                       | Public                           | 17/35, 600 m, Herbe                                                                  |
| Sattna                   |                  | ESNT |      | Sattna Airbase                        | Militaire                        | 2 000 m, Dalles                                                                      |
| Siljansnäs               |                  | ESVS |      | Siljansnäs Airport                    | Public                           | 14R/32L, 850 m, Asphalte 14L/32R, 850 m, Herbe                                       |
| Sjöbo                    |                  | ESFJ |      | Sjöbo Airbase                         | Militaire                        | 2 000 m, Dalles                                                                      |
| Skellefteå               |                  | ESNS | SFT  | Skellefteå                            | Public                           | 10/28, 2 100 m, Asphalte                                                             |
| Skövde                   |                  | ESGR | KVB  | Skövde Airport                        | Public                           | 01/19, 1 736 m, Asphalte                                                             |
| Smålandsstenar           |                  | ESMY |      | Smålandsstenar Airport                | Public                           | 04/22, 800 m, Asphalte                                                               |
| Sollefteå                |                  | ESNB |      | Sollefteå Airport                     | Public                           | 14/32, 820 m, Asphalte                                                               |
| Stockholm / Nyköping     |                  | ESKN | NYO  | Stockholm-Skavsta - Nyköping          | Public                           | 08/26, 2 878 m, Asphalte 16/34, 2 039 m, Asphalte                                    |
| Stockholm / Västerås     |                  | ESOW | VST  | Stockholm-Västerås (Hasslo)           | Public                           | 01/19, 2 581 m, Asphalte                                                             |
| Stockholm                |                  | ESKB |      | Barkarby Airport                      | Public                           | 06/24, 990 m, Asphalte                                                               |
| Stockholm                |                  | ESSA | ARN  | Stockholm-Arlanda                     | Public                           | 01L/19R, 3 301 m, Conc./Asph. 01R/19L, 2 500 m, Asphalte 08/26, 2 500 m, Conc./Asph. |
| Stockholm                |                  | ESSB | BMA  | Stockholm-Bromma                      | Public                           | 12/30, 1 668 m, Asphalte                                                             |
| Stockholm                |                  | ESSE |      | Skå-Edeby Airport                     | Public                           | 03/21, 650 m, Herbe 11/29, 800 m, Herbe                                              |
| Storuman                 |                  | ESUD | SQO  | Storuman Airport                      | Public                           | 15/33, 2 283 m, Asph./Conc.                                                          |
| Storvik                  |                  | ESOL |      | Lemstanäs Airport                     | Public                           | 06/24, 620 m, Asphalte                                                               |
| Strängnäs                |                  | ESKS |      | Strängnäs Airbase                     | Militaire                        | 2 000 m, Dalles                                                                      |
| Strömstad                |                  | ESGS |      | Näsinge Airport                       | Public                           | 03/21, 906 m, Herbe                                                                  |
| Sundbro                  |                  | ESKC |      | Sundbro Airport                       | Public                           | 03/21, 630 m, Herbe 06/24, 500 m, Herbe 14/32, 435 m, Herbe                          |
| Sundsvall / Härnösand    |                  | ESNN | SDL  | Sundsvall/Härnösand                   | Public                           | 16/34, 1 950 m, Asphalte                                                             |
| Sunne                    |                  | ESKU |      | Sunne Airport                         | Public                           | 01/19, 770 m, Herbe                                                                  |
| Sveg                     |                  | ESND | EVG  | Sveg                                  | Public                           | 09/27, 1 700 m, Asphalte                                                             |
| Säffle                   |                  | ESGY |      | Säffle Airport                        | Private                          | 01/19, 870 m, Herbe                                                                  |
| Sälen / Trysil           |                  | ?    | SCR  | Sälen/Montagnes de Scandinavie        | Public                           | 2 500 m, Asphalte                                                                    |
| Såtenäs                  |                  | ESIB |      | Såtenäs Airbase                       | Militaire                        | 01/19, 2 264 m, Asphalte 11/29, 1 933 m, Asphalte                                    |
| Söderhamn                |                  | ESNY | SOO  | Söderhamn Airport                     | Public                           | 12/30, 2 524 m, Asphalte                                                             |
| Sövdeborg                |                  | ESMI |      | Sövdeborg Airport                     | Public                           | 12/30, 800 m, Herbe                                                                  |
| Tidaholm                 |                  | ESGD |      | Bämmelshed Airport                    | Public                           | 04/2, 675 m, Herbe                                                                   |
| Tierp                    |                  | ESKT |      | Tierp Airport                         | Public                           | 16/34, 1 000 m, Asphalte                                                             |
| Tomelilla                |                  | ESTO |      | Tomelilla Airport                     | Public                           | 09/27, 840 m, Herbe                                                                  |
| Torsby                   |                  | ESST | TYF  | Torsby (Fryklanda)                    | Public                           | 16/34, 1 591 m, Asphalte                                                             |
| Trelleborg               |                  | ESMR |      | Trelleborg Airport (Maglarp Airport)  | Public                           | 12/30, 600 m, Unpaved                                                                |
| Trollhättan / Vänersborg |                  | ESGT | THN  | Trollhättan–Vänersborg                | Public                           | 15/33, 1 710 m, Asphalte                                                             |
| Uddevalla                |                  | ESGA |      | Backamo Airport                       | Public                           | 06/24, 760 m, Herbe                                                                  |
| Uddevalla                |                  | ESGU |      | Rörkärr Airport                       | Public                           | 03/21, 655 m, Herbe                                                                  |
| Umeå                     |                  | ESNU | UME  | Umeå                                  | Public                           | 14/32, 2 302 m, Asphalte                                                             |
| Uppsala                  |                  | ESCM |      | Uppsala Airport / Ärna Airbase (F 16) | Public/Mil.                      | 03/21, 1 905 m, Asphalte 08/26, 2 010 m, Asphalte                                    |
| Varberg                  |                  | ESGV |      | Varberg Airport                       | Public                           | 06/24, 600 m, Herbe 12/30, 600 m, Herbe                                              |
| Vellinge                 |                  | ESTT |      | Vellinge Airport                      | Public                           | 03/21, 800 m, Herbe                                                                  |
| Vidsel                   |                  | ESPE |      | Vidsel Airbase                        | Militaire                        | 11/29, 2 230 m, Asphalte                                                             |
| Vilhelmina               |                  | ESNV | VHM  | Vilhelmina                            | Public                           | 10/28, 1 502 m, Asphalte                                                             |
| Visby                    |                  | ESSV | VBY  | Visby                                 | Public                           | 03/21, 2 000 m, Asphalte 10/28, 1 100 m, Herbe                                       |
| Visingsö                 |                  | ESSI |      | Visingsö Airport                      | Public                           | 01/19, 600 m, Herbe 15/33, 800 m, Herbe                                              |
| Vårgårda                 |                  | ESGO |      | Vårgårda Airport                      | Private                          | 04/22, 700 m, Asphalte                                                               |
| Vängsö                   |                  | ESSZ |      | Vängsö Airport                        | Public                           | 03/21, 630 m, Herbe 15/33, 620 m, Herbe                                              |
| Västervik                |                  | ESSW | VVK  | Västervik Airport                     | Public                           | 15L/33R, 800 m, Asphalte 15R/33L, 800 m, Herbe                                       |
| Västerås                 |                  | ESSX |      | Johannisberg Airport                  | Public                           | 05/23, 850 m, Asphalte                                                               |
| Växjö                    |                  | ESFU |      | Urasa Airbase                         | Militaire                        | 2 300 m, Dalles                                                                      |
| Växjö                    |                  | ESMX | VXO  | Växjö (Kronoberg)                     | Public                           | 01/19, 2 103 m, Asphalte                                                             |
| Älmhult                  |                  | ESMU |      | Möckeln Airport                       | Public                           | 03/21, 604 m, Herbe                                                                  |
| Älvsbyn                  |                  | ESUV |      | Älvsbyn Airport                       | Public                           | 04/22, 730 m, Herbe                                                                  |
| Ängelholm / Helsingborg  |                  | ESTA | AGH  | Ängelholm-Helsingborg                 | Public                           | 14/32, 1 945 m, Asphalte                                                             |
| Ålleberg                 |                  | ESGC |      | Ålleberg Airport                      | Public                           | 03/21, 550 m, Herbe                                                                  |
| Åmsele                   |                  | ESUA |      | Åmsele Airbase                        | Militaire                        | 2 041 m, Dalles                                                                      |
| Ånge                     |                  | ESUJ |      | Tälje Airport                         | Public                           | 14/32, 720 m, Herbe                                                                  |
| Åsele                    |                  | ESUS |      | Åsele Airport                         | Public                           | 12/30, 1 200 m, Herbe                                                                |
| Ölanda                   |                  | ESMZ |      | Ölanda Airport                        | Public                           | 15/33, 600 m, Asphalte                                                               |
| Örebro                   |                  | ESOE | ORB  | Örebro                                | Public                           | 01/19, 2 602 m, Asphalte                                                             |
| Öresten                  |                  | ESGM |      | Öresten Airport                       | Public                           | 06/24, 680 m, Herbe                                                                  |
| Örnsköldsvik             |                  | ESNO | OER  | Örnsköldsvik                          | Public                           | 12/30, 2 014 m, Asphalte                                                             |
| Östersund                |                  | ESNZ | OSD  | Åre Östersund (F4 Frösön Airbase)     | Public                           | 12/30, 2 500 m, Asphalte                                                             |
| Överkalix                |                  | ESNE |      | Överkalix Airport                     | Public                           | 05/23, 900 m, Herbe                                                                  |